# うたのおにいさん
うたのおにいさん（歌のお兄さん）は、日本の公共放送であるNHKの子供向け番組『うたのえほん』（1961年4月 - 1976年3月、番組登場は1971年11月）、『おかあさんといっしょ』（1976年4月 - ）の男性の役名。うたのおねえさんと共に歌ったり番組の司会進行を務める。
初代の田中星児が『うたのえほん』に登場した当時は、うたのおねえさんとの隔週交代（土曜日のみ不定期に共演有り）での出演、2代目の水木一郎が登場した1976年度から1978年度まではうたのおねえさんとたいそうのおにいさんも2人体制だったため、2チーム編成で隔週出演する形態、1981年度 - 1982年度はうたのおにいさん2人とおねえさん1人のトリオスタイルといった変遷を経て、4代目の宮内良が出演していた1979年度から1980年度、及び前述のトリオスタイルだった1982年度末にかしわ哲としゅうさえこが卒業し、しゅうの後任である森みゆきが、続投した林アキラとペアを組んだ1983年度以降からは35年以上に渡り、うたのおにいさんとおねえさんは1人ずつというスタイルで定着している。
就任中に結婚したり、子供を設ける事は黙認されている（退任するまで、公表してはならない）。かつては、就任前から妻子持ちのケースもあった。

## おかあさんといっしょのうたのおにいさん
おかあさんといっしょのうたのおにいさん
|        | 名前             | 担当期間                      | 備考                                         |
| ------ | ---------------- | ----------------------------- | -------------------------------------------- |
| 初代   | 田中星児         | 1971年11月3日 - 1977年3月8日  |                                              |
| 2代目  | 水木一郎         | 1976年4月11日 - 1979年3月17日 |                                              |
| 3代目  | たいらいさお     | 1977年4月12日 - 1979年3月17日 |                                              |
| 4代目  | 宮内良           | 1979年4月2日 - 1981年4月3日   |                                              |
| 5代目  | かしわ哲         | 1981年4月6日 - 1983年4月2日   | 林と同時に就任したため、5代目が2人いる。     |
| 5代目  | 林アキラ         | 1981年4月6日 - 1985年3月30日  | かしわと同時に就任したため、5代目が2人いる。 |
| 7代目  | 坂田おさむ       | 1985年4月1日 - 1993年4月5日   |                                              |
| 8代目  | 速水けんたろう   | 1993年4月5日 - 1999年4月3日   |                                              |
| 9代目  | 杉田あきひろ     | 1999年4月5日 - 2003年4月5日   |                                              |
| 10代目 | 今井ゆうぞう     | 2003年4月7日 - 2008年3月28日  |                                              |
| 11代目 | 横山だいすけ     | 2008年3月31日 - 2017年4月1日  |                                              |
| 12代目 | 花田ゆういちろう | 2017年4月3日 -                | 歴代で初の平成生まれ。                       |

コーナーキャラを演じたうたのおにいさん
| 役名             | 名前             | 担当期間                    | 備考 |
| ---------------- | ---------------- | --------------------------- | ---- |
| かぞえてんぐ     | 横山だいすけ     | 2013年4月3日 - 2017年4月1日 |      |
| シルエットはかせ | 花田ゆういちろう | 2017年4月5日 -              |      |
| けけちゃま       | 花田ゆういちろう | 2022年4月4日 -              |      |

## BSおかあさんといっしょのうたのおにいさん
BSおかあさんといっしょのうたのおにいさん
|      | 名前         | 担当期間                     | 備考 |
| ---- | ------------ | ---------------------------- | ---- |
| 初代 | ひなたおさむ | 2002年4月1日 - 2010年3月18日 |      |

## あさごはん だいすき!のうたのおにいさん
あさごはん だいすき!のうたのおにいさん
|      | 名前       | 担当期間                     |
| ---- | ---------- | ---------------------------- |
| 初代 | 坂田おさむ | 1994年4月4日 - 1995年3月31日 |

## にこにこぷんがやってきたのうたのおにいさん
にこにこぷんがやってきたのうたのおにいさん
|      | 名前     | 担当期間                  |
| ---- | -------- | ------------------------- |
| 初代 | 中右貴久 | 1997年4月 - 1999年3月17日 |
| 初代 | 関沢圭司 | 1997年4月 - 1999年3月17日 |
| 初代 | 新納慎也 | 1997年4月 - 1999年3月17日 |